# Far from Over
Far From Over é uma canção composta por Frank Stallone e Vince DiCola. Fez parte da trilha sonora de "Os Embalos de Sábado Continuam" (1983), continuação de "Os Embalos de Sábado à Noite". Stallone fez a canção para o filme e a emplacou na 10ª posição da Billboard neste mesmo ano.
Esta canção ainda rendeu ao cantor a posição 91 na lista "Top 100 One Hit Wonder Of The 80′s (100 melhores bandas de um hit só dos anos 80)" do canal VH1.

## Prêmios e Indicações
| Ano  | Prêmio               | Categoria                               | Resultado   | Ref.  |
| ---- | -------------------- | --------------------------------------- | ----------- | ----- |
| 1984 | Prêmio Globo de Ouro | Globo de Ouro de Melhor Canção Original | Indicado    | [ 2 ] |
| 2013 | Canal VH1            | Top 100 One Hit Wonder Of The 80′s      | 91a posição | [ 1 ] |

## Desempenho nas Paradas Musicais
| Parada Musical (1983)                          | Desempenho |
| ---------------------------------------------- | ---------- |
| Canada Top Singles (RPM)                       | 15         |
| Canada Adult Contemporary (RPM)                | 2          |
| O campo songid é OBRIGATÓRIO PARA PARADA ALEMÃ | 11         |
| (FIMI)                                         | 22         |
| Reino Unido (UK Singles Chart)                 | 68         |
| Estados Unidos (Billboard Hot 100)             | 10         |
| US Cash Box                                    | 10         |

| Parada Musical (1984)             | Desempenho |
| --------------------------------- | ---------- |
| (Kent Music Report)               | 61         |
| Bélgica (Ultratop 50 de Flandres) | 3          |
| (VRT Top 30 Flanders)             | 2          |
| (IFOP)                            | 16         |
| Países Baixos (Single Top 100)    | 4          |
| Países Baixos (Dutch Top 40)      | 6          |
| Suíça (Schweizer Hitparade)       | 5          |

| Parada Musical (1983) | Desempenho |
| --------------------- | ---------- |
| (FIMI)                | 98         |
| Billboard Hot 100     | 93         |
| Cash Box Top 100      | 78         |

| Parada Musical (1984)        | Desempenho |
| ---------------------------- | ---------- |
| (Ultratop 50 Flanders)       | 82         |
| Netherlands (Single Top 100) | 84         |
| Netherlands (Dutch Top 40)   | 79         |